# Castronuovo di Sant'Andrea
Castronuovo di Sant'Andrea es un municipio situado en el territorio de la provincia de Potenza, en Basilicata (Italia).

## Demografía
| Gráfica de evolución demográfica de Castronuovo di Sant'Andrea entre 1861 y 2001 |
|                                                                                  |
| fuente ISTAT - elaboración gráfica a cargo de Wikipedia                          |

- Datos: Q52557
- Multimedia: Castronuovo di Sant'Andrea / Q52557

1. ↑  Worldpostalcodes.org, código postal n.º 85030.
2. ↑  «Codici Catastali». Comuni-italiani.it (en italiano). Consultado el 29 de abril de 2017.